# Abschnittsbefestigung Horgau
Die Abschnittsbefestigung Horgau ist eine abgegangene vor- und frühgeschichtliche Abschnittsbefestigung im Flurbereich „Herrgottsgehau“ etwa 2500 Meter südwestlich der Kirche in Horgau im Landkreis Augsburg in Bayern.
Von der ehemaligen Abschnittsbefestigung (Wallburg) ist noch der Abschnittswall erhalten.